# Сущёвская улица
Сущёвская улица — улица в Центральном административном округе города Москвы на территории Тверского района.

## Описание
Сущёвская улица соединяет Селезнёвскую улицу и Палиху, идёт параллельно Новослободской. Нумерация домов начинается от Селезнёвской улицы. Улица продолжает Нововоротниковский переулок, её продолжением за Палихой является Тихвинская улица. Улица идёт с юга на север, длина — 600 метров.

## Происхождение названия
Название улицы, как и нескольких других окрестных (Новосущёвская улица, Сущёвский Вал) восходит к селу Сущёво, впервые упомянутому в XV веке. Название села происходит от личного имени (или прозвища) «Сущ».

## История
Село Сущёво вероятно существовало уже в XII—XIII веках. Оно впервые упоминается в 1433 году в завещании князя Юрия Дмитриевича Галицкого, передавшего Сущёво своему сыну Дмитрию. Позднее село вошло в состав города и превратилось в две слободы — Старую и Новую Сущёвские. Современная Сущёвская улица была центральной улицей Старой Сущёвской слободы и полностью сохранила свои очертания с XVII века до нашего времени.
К 1625 году относится первое упоминание деревянной слободской церкви в честь Казанской иконы Божией Матери, однако, вероятно, она была построена ранее. В 1682—1685 году на её месте была возведена на средства жителей слободы большая каменная церковь. После завершения строительства церкви Сущёвская улица стала именоваться по церкви — Казанский переулок, однако это название не прижилось и уже в начале XVIII века улица вновь стала Сущёвской. В 1877—1880 годах по проекту архитектора П. П. Зыкова к Казанской церкви пристроили большую трапезную и колокольню. В 1939 году Казанская церковь была уничтожена, на её месте построена школа (дом № 32).

## Примечательные здания и сооружения

### По нечётной стороне
- № 9 — доходный дом Страхового общества «Россия» (1910, архитектор Ф. Ф. Воскресенский).
- № 9, стр. 4 — Радиомузей РКК.
- № 21 – издательство и типография "Молодая Гвардия"
- № 29 — дом, построенный в начале XX века архитектором К. А. Михайловым, был окружён оградой в стиле барокко. В начале 2000-х годов дом был отреставрирован, при этом в ходе работ историческая ограда была уничтожена и заменена на «новодел».

### По чётной стороне
- № 14 — библиотеки имени А. П. Боголюбова. Вплоть до 1998 года здание состояло из двух совершенно разных частей: фасадной каменной, и находящейся за ней деревянной. В 1878 году художник-маринист А. П. Боголюбов построил здесь деревянную избу-мастерскую. В 1890-х годах здание перешло к Н. С. Третьякову, племяннику коллекционера и мецената П. М. Третьякова. Новый владелец не стал разрушать деревянную мастерскую, а повелел пристроить к ней со стороны улицы каменное строение. Автором проекта стал архитектор Адольф Эрихсон. В 1918 году в здании была устроена одна из первых советских библиотек, называвшаяся сначала «Сущёвско-Марьинский клуб», затем «библиотека имени Сурикова», а с 1996 года — «библиотека имени А. П. Боголюбова». В 1998 году деревянную часть снесли и заменили новым зданием[2].
- № 16 — доходный дом (1898, архитектор Н. Г. Фалеев).
- № 16, стр. 8 (выходит на Сущёвский тупик) — доходный дом Н. Ф. Ржевского (1902). Трёхэтажное здание было построено преподавателем частной женской гимназии, членом Московского отделения императорского русского технического общества Николаем Федоровичем Ржевским. Специально для его супруги, художницы Антонины Ржевской, на верхнем этаже дома была устроена остеклённая художественная мастерская, где на чаепитиях бывали многие русские художники начала XX века. В советское время дом был надстроен двумя этажами, в нём был размещён Всероссийский НИИ автоматики имени Духова.

В марте 2015 года собственник здания, расположенного в границах зон охраны объектов культурного наследия, начал его самовольный снос. Правительство Москвы заявило, что осуждает действия ВНИИА имени Н. Л. Духова, однако не имеет полномочий остановить работы по сносу на территории, подведомственной Министерству обороны.
- № 18 — украшенный по центру дом возведён в 1897 году, архитектор Н. А. Тютюнов.
- № 20 — небольшой особнячок с вензелем «ЕК», инициалами жены последнего владельца здания — Елизаветы Кротовой.

## Транспорт
Ближайшие к улице станции метро Новослободская и Менделеевская. По Сущёвской улице проходит трамвайный маршрут № 50.